# 大江清通
大江 清通（おおえ の きよみち）は、平安時代中期の貴族。参議・大江朝綱の孫。民部少輔・大江澄明の子。官位は従四位上・木工頭。

## 経歴
生年は不詳であるが、父の大江澄明が天暦4年（950年）に亡くなっているため、それ以前の生まれであることは分かっている。永延3年（989年）従五位下に叙爵し、翌永祚2年（990年）中宮亮に任ぜられ、中宮・藤原定子に仕える。
長徳2年（996年）に発生した長徳の変後も引き続き中宮亮を務めるが、長保2年（1000年）2月に左大臣・藤原道長の娘である彰子が中宮となると、今度はその中宮大進に転じる。なおこの任官の少し前の同年正月に放火のため清通の中御門の邸宅が焼亡している。また、同年3月にはかつての三河守としての治国を賞されて正五位下に叙せられた。
長保4年（1002年）備前守として地方官の任務について朝廷に申請を行っていることや、長保末から寛弘初頭（1003年-1005年頃）にかけて古記録類に登場しないことから、この頃地方官として下向していたと見られる。
その後、藤原道長の側近となったらしく、寛弘4年（1007年）以降、道長が方違えの際に清通の邸宅に宿泊したり、寛弘8年（1011年）頃より清通が中宮亮として再び中宮・藤原彰子に仕えるなどしている。また、室・豊子とその娘（少輔の乳母）の両方が、道長の外孫である後一条天皇の乳母を務めた。
『小右記』寛仁2年11月19日条に太皇太后宮亮として登場するが、その数か月後の寛仁3年2月15日条では藤原兼綱がその職に就いていることが判明するため、その間に病死もしくは致仕したと推測されている。

## 官歴
- 永延3年（989年） 3月5日：従五位下[6]
- 永祚2年（990年） 10月5日：中宮亮[6]（中宮・藤原定子）
- 正暦2年（991年） 9月：辞三河守[7]
- 長徳3年（997年） 7月9日：民部少輔、中宮亮如元、伯耆守辞退[8]
- 長保2年（1000年） 2月25日：兼中宮大進[8]（中宮・藤原彰子）。3月4日：正五位下（治国三河）[7]
- 長保4年（1002年） 4月10日：見備前守[8]
- 寛弘4年（1007年） 10月21日：見讃岐守[8]
- 寛弘8年（1011年） 4月18日：見中宮亮[9]
- 寛弘9年（1012年） 8月11日：木工頭　弁より転任[9]
- 長和5年（1016年） 7月10日：後院司[9]

## 系譜
注記のないものは『尊卑分脈』による。
- 父：大江澄明
- 母：不詳
- 妻：藤原豊子（藤原道綱の娘）
  - 男子：大江定経
  - 男子：大江良任？ - 縫殿助[5]
- 生母不詳の子女
  - 女子：橘為義室[10] - 橘俊通母
  - 女子：宮内卿郷中母[10]
  - 女子：少輔の乳母 - 後一条天皇乳母[11]
  - 女子：藤原輔公室